# Wasserstatt (Gemeinde Rettenegg)
Wasserstatt ist ein Ortsteil der Gemeinde Rettenegg im Bezirk Weiz in der Steiermark.
Die Siedlung befindet sich südlich von Rettenegg im Tal der Feistritz. Wasserstatt besteht aus Einfamilienhäusern und auch aus mehreren Betrieben, die teilweise überregionale Bedeutung erlangt haben.